# モホーク川 (オレゴン州)
モホーク川（モホークがわ、Mohawk River）は、アメリカ合衆国オレゴン州中西部を流れる全長約26kmの河川である。コロンビア川水系でマッケンジー川（McKenzie River）の支流である。
スプリングフィールド（Springfield, Oregon）の北東に位置するウィラメットバレー南東端のカスケード山脈のふもとの一部を流域とする。
スプリングフィールドの北東約19kmのレーン郡北部から流れ出し、南西に流れてスプリングフィールドの北側でマッケンジー川右岸に合流する。